# Arabo
Arabo o Arapo (en armenio: Արաբօ), nació Arakel Mkhitarian, en 1863 (1863-1895),  fue un fedayi armenio de finales del siglo XIX. Fue miembro del partido político Federación Revolucionaria Armenia (FRA). 
Arabo nació en el pueblo de Kurter, en la región de Sasun, en el vilayato de Bitlis.  Arabo estudió en la escuela del Monasterio de Arakelots en Mush.  A partir de finales de la década de 1880, dirigió los grupos fedayi armenios en Sasun y Taron.  Inicialmente, Arabo había formado un grupo inspirado en los bandidos kurdos, para robar a sus enemigos y convertirse en un héroe popular entre los armenios. Sin embargo, se convirtió en un revolucionario durante su estancia en el Cáucaso. 
A partir de 1889, Arabo visitó el Cáucaso varias veces. En 1892, fue arrestado por las autoridades turcas y sentenciado a 15 años de prisión, pero logró escapar de la prisión y reanudó sus actividades de fedayi.  Participó en la primera conferencia de la FRA en Tiflis en 1892.  En la primavera de 1893, mientras regresaba a la Armenia otomana desde el Cáucaso para ayudar a los rebeldes de Sasun, fue asesinado en 1895 junto con cuatro de sus camaradas durante una batalla con bandas kurdas en la carretera de Khnus a Mush. 